# 烏克蘭英雄廣場站
烏克蘭英雄廣場（烏克蘭語：Площа Українських Героїв，羅馬化：Ploshcha Ukrainskykh Heroiv），舊名列夫·托爾斯泰廣場站，是基輔地鐵奧博隆-特列姆基線的一個車站，開通於1981年12月19日。車站的名稱取自烏克蘭英雄廣場，設計者是N.A. Levchuk和V.B. Zhezheryn。該站可以換乘至瑟雷茨-佩切拉線。

## 外部連結
- Kyivsky Metropoliten — Station description and photographs （乌克兰語）
- Metropoliten.kiev.ua — Station description and photographs （俄文）